# 汉王镇 (汉中市)
汉王镇，是中华人民共和国陕西省汉中市汉台区下辖的一个乡镇级行政单位。

## 行政区划
汉王镇下辖以下地区：
汉王村、繁荣村、红星村、永久村、光华村、群干村、新丰村、汉明村、黑庙村、白庙村、七曲村、五郎村、大兴村、牛尾村和玉皇村。